# Kap Lewis
Das Kap Lewis ist ein vereistes Kap an der Banzare-Küste des ostantarktischen Wilkeslands. Es liegt auf der Westseite der Einfahrt zur Maury Bay.
Der US-amerikanische Kartograf Gardner Dean Blodgett kartierte es 1955 anhand von Luftaufnahmen, die bei der Operation Highjump (1946–1947) der United States Navy entstanden. Das Advisory Committee on Antarctic Names benannte das Kap nach Thomas Lewis, Kanonier auf der Sloop USS Peacock während der United States Exploring Expedition (1838–1842) unter der Leitung des Polarforschers Charles Wilkes.